# Liliana Cavani
Liliana Cavani (ur. 12 stycznia 1933 w Carpi) – włoska reżyserka i scenarzystka filmowa, telewizyjna i operowa.

## Życiorys
Ukończyła filologię klasyczną na Uniwersytecie Bolońskim oraz reżyserię filmową w rzymskim Centro sperimentale di cinematografia.
Dla państwowej telewizji RAI zrealizowała dokumenty filmowe o tematyce politycznej (Storia del Terzo Reich, Età di Stalin) i społecznej, w tym o pozycji kobiet (La Donna nella Resistenza), stanowiące niejednokrotnie studia przygotowawcze do późniejszych filmów fabularnych (np. Nocny portier).
Ma na swym koncie inscenizacje operowe w Mediolanie, Bolonii, Florencji, Zurychu, Paryżu i Petersburgu.
Zasiadała w jury konkursu głównego na 66. MFF w Wenecji (2009).

## Filmografia
- 1961: Nocne spotkanie (Incontro di notte)
- 1961: Życie wojskowe (La vita militare)
- 1961: Ludzie teatru (Gente di teatro)
- 1962: Biurokrata (L’uomo della burocrazia)
- 1962: Natarcie na konsumenta (Assalto al consumatore)
- 1962: Bitwa (La battaglia)
- 1963/64: Historia Trzeciej Rzeszy (Storia del Terzo Reich)
- 1964: Wiek Stalina (Età di Stalin)
- 1964/65: Dom we Włoszech (La casa in Italia)
- 1965: Jezus, mój brat (Gesù mio fratello)
- 1965: Dzień pokoju (Il giorno della pace)
- 1965: Kobieta w Ruchu Oporu (La donna nella Resistenza)
- 1965: Philippe Pètain. Proces w Vichy (Philippe Pètain. Processo a Vichy)
- 1966: Franciszek z Asyżu (Francesco d'Assisi )
- 1968: Galileo (Galileusz)
- 1969: Kanibale (I cannibali)
- 1971: Pacjent wariatkowa (L'ospite)
- 1973: Milarepa
- 1974: Nocny portier (Il portiere di notte)
- 1977: Poza dobrem i złem (Al di là del bene e del male)
- 1981: Skóra (La pelle)
- 1982: Poza progiem (Oltre la porta)
- 1985: Berlińskie wnętrza (Interno berlinese)
- 1989: Franciszek (Francesco)
- 1990: Traviata (La Traviata) (TV)
- 1993: Gdzie jesteście? Jestem tutaj (Dove siete? Io sono qui)
- 1996: Rycerskość wieśniacza (Cavalleria rusticana)
- 1998: Manon Lescaut (TV)
- 2002: Gra Ripleya (Il Gioco di Ripley)
- 2005: De Gasperi, człowiek nadziei (De Gasperi, l'uomo della speranza) (TV)
- 2008: Einstein (TV)
- 2012: Ciało na sprzedaż (Un Corpo in vendita) 2012